# Oligoxystre bolivianum
Oligoxystre bolivianum är en spindelart som först beskrevs av Vol 200.  Oligoxystre bolivianum ingår i släktet Oligoxystre och familjen fågelspindlar. Inga underarter finns listade i Catalogue of Life.